# Municipalité du district d'Utena
La municipalité du district d'Utena (en lituanien : Utenos rajono savivaldybė) est l'une des 60 municipalités de Lituanie. Son chef-lieu est Utena.

## Seniūnijos de la municipalité du district d'Utena
- Daugailių seniūnija (Daugailiai)
- Kuktiškių seniūnija (Kuktiškės)
- Leliūnų seniūnija (Leliūnai)
- Saldutiškio seniūnija (Saldutiškis)

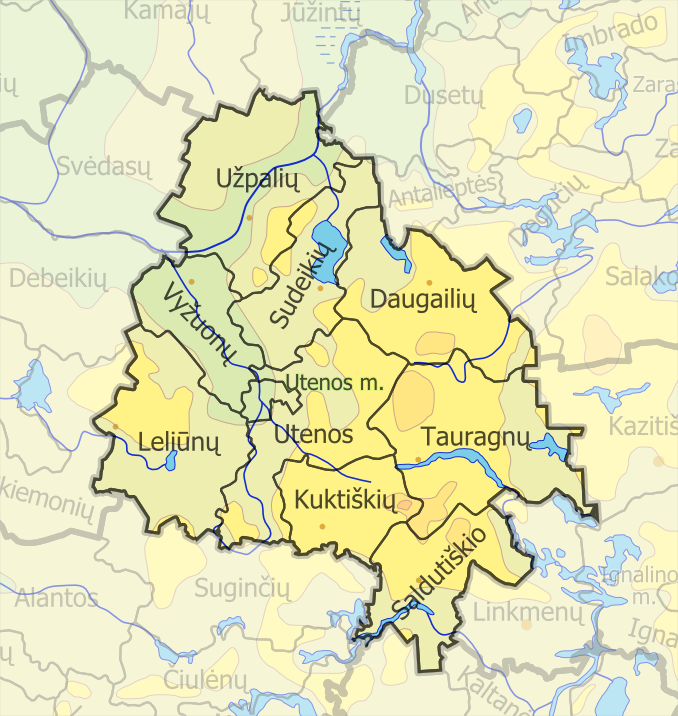
Seniūnijos de la municipalité du district d'Utena

- Sudeikių seniūnija (Sudeikiai)
- Tauragnų seniūnija (Tauragnai)
- Utenos seniūnija (Utena)
- Utenos miesto seniūnija (Utena)
- Užpalių seniūnija (Užpaliai)
- Vyžuonų seniūnija (Vyžuonos)